# Жаданівська волость
Жаданівська волость — адміністративно-територіальна одиниця Липовецького повіту Київської губернії з центром у селі Жаданівка.
Станом на 1886 рік складалася з 7 поселень, 7 сільських громад. Населення — 5107 осіб (2568 чоловічої статі та 2651 — жіночої), 701 дворових господарств.
|                     | Площа, десятин | У тому числі орної, дес. |
| ------------------- | -------------- | ------------------------ |
| Сільських громад    | 4250           | 3058                     |
| Приватної власності | 5131           | 3378                     |
| Іншої власності     | 314            | 205                      |
| Загалом             | 9695           | 6641                     |

Поселення волості:
- Жаданівка — колишнє власницьке село при річці Ковбань, 810 осіб, 132 двори, православна церква, школа та постоялий будинок.
- Даньківка — колишнє власницьке село при річці Когинь, 535 осіб, 82 двори, православна церква та постоялий будинок.
- Дубровиці — колишнє власницьке село при річці Устя, 621 особа, 92 двори, православна церква, школа, постоялий будинок.
- Кошлани — колишнє власницьке село при річці Ковбань, 1186 осіб, 187 дворів, православна церква, школа та постоялий будинок.
- Немінка — колишнє власницьке село при річках Розковиця та Соб, 659 осіб, 90 дворів, православна церква, школа, постоялий будинок і 3 водяних млини.
- Паріївка — колишнє власницьке село при річці Коротин, 713 осіб, 111 дворів, православна церква, постоялий будинок і 2 водяних млини.